# Alessandro Vedani
Alessandro Vedani (Varese, 13 maggio 1967) è un politico italiano.

## Biografia
Nato il 13 maggio 1967 a Varese. 
Vive a Varese; è stato Presidente dell'UPEL-Unione Provinciale Enti Locali di Varese.

### Elezione a senatore
Alle elezioni politiche del 2008 è candidato al Senato della Repubblica, nelle liste della Lega Nord nella circoscrizione Lombardia, risultando il primo dei non eletti.
Diviene senatore il 24 luglio 2012, subentrando al defunto Cesarino Monti.
Alle elezioni politiche del 2013 è ricandidato in Senato, ma non viene più eletto.